# Nick Johnson (Eishockeyspieler, 1985)
Nicholas VanCuran „Nick“ Johnson (* 24. Dezember 1985 in Calgary, Alberta) ist ein ehemaliger kanadischer Eishockeyspieler, der im Verlauf seiner aktiven Karriere zwischen 2004 und 2017 unter anderem 113 Spiele für die Pittsburgh Penguins, Minnesota Wild, Phoenix Coyotes und Boston Bruins in der National Hockey League (NHL) auf der Position des Angriffsspieler bestritten hat. Zudem absolvierte er 172 Partien in der Svenska Hockeyligan (SHL), wo er mit den Växjö Lakers im Jahr 2015 die Schwedische Meisterschaft gewann und eine Spielzeit später im Trikot von Brynäs IF die Håkan Loob Trophy als bester Torschütze der Liga erhielt.

## Karriere
Nick Johnson begann seine Karriere als Eishockeyspieler bei den St. Albert Saints, für die er von 2002 bis 2004 in der Alberta Junior Hockey League (AJHL) aktiv war. Anschließend wurde er im NHL Entry Draft 2004 in der dritten Runde als insgesamt 67. Spieler von den Pittsburgh Penguins ausgewählt. Zunächst besuchte er jedoch von 2004 bis 2008 das Dartmouth College, für deren Mannschaft er parallel in der National Collegiate Athletic Association (NCAA) aktiv war, ehe er gegen Ende der Saison 2007/08 sein Debüt im professionellen Eishockey für Pittsburghs Farmteam Wilkes-Barre/Scranton Penguins in der American Hockey League (AHL) gab. Bis Saisonende gab er in 14 Spielen zwei Torvorlagen.
Ab 2008 spielte Johnson regelmäßig für Wilkes-Barre/Scranton in der AHL, wobei er in der Saison 2009/10 parallel in sechs Spielen für die Pittsburgh Penguins in der National Hockey League (NHL) auf dem Eis stand. Dabei erzielte er ein Tor und gab eine Vorlage. Am 29. September 2011 wählten ihn die Minnesota Wild von der Waiver-Liste aus, nachdem die Pittsburgh Penguins den Flügelstürmer auf den Waiver gesetzt hatten. Mit den Wild gelangen ihm in 77 Spielen insgesamt acht Tore und 18 Vorlagen. Am 12. Juli 2012 unterzeichnete er als Free Agent einen Zweiwegevertrag über ein Jahr mit den Phoenix Coyotes. Im Juli 2013 unterzeichnete er einen Einjahresvertrag bei den Boston Bruins, wobei er primär für deren Farmteam, die Providence Bruins, zum Einsatz kam und nur neun Spiele in der NHL absolvierte.
Nachdem Johnson anschließend kein neues Vertragsangebot aus der NHL erhalten hatte, entschied er sich im Sommer 2014 für einen Wechsel nach Europa und heuerte bei den Växjö Lakers aus der Svenska Hockeyligan (SHL) an. Mit der Mannschaft gewann er in der folgenden Saison 2014/15 die Meisterschaft und war in der Hauptrunde der Akteur mit der besten Plus/Minus-Statistik der Liga. Im April 2015 wechselte der Angreifer innerhalb der Liga zu Brynäs IF, wo er nach zwei Spielzeiten und dem Gewinn der Håkan Loob Trophy als bester Torschütze der Liga im Alter von 32 Jahren seine Karriere im Sommer 2017 beendete.

## Erfolge und Auszeichnungen
| - 2003 AJHL North All-Rookie Team - 2005 ECAC All-Rookie Team - 2008 ECAC First All-Star Team - 2008 NCAA East Second All-American Team | - 2012 Teilnahme an der NHL All-Star Game SuperSkills Competition - 2015 Schwedischer Meister mit den Växjö Lakers - 2016 Håkan Loob Trophy - 2017 Schwedischer Vizemeister mit Brynäs IF |

## Karrierestatistik
(Legende zur Spielerstatistik: Sp oder GP = absolvierte Spiele; T oder G = erzielte Tore; V oder A = erzielte Assists; Pkt oder Pts = erzielte Scorerpunkte; SM oder PIM = erhaltene Strafminuten; +/− = Plus/Minus-Bilanz; PP = erzielte Überzahltore; SH = erzielte Unterzahltore; GW = erzielte Siegtore; 1 Play-downs/Relegation; Kursiv: Statistik nicht vollständig)